# Obra medallística d'Eusebi Arnau
Eusebi Arnau i Mascort (Barcelona 8 de setembre de 1863 - 2 de juliol de 1933) fou un escultor català que destacà sobretot en l'escultura aplicada a l'arquitectura, així com en escultura exempta, la joieria i l'espai funerari, però sobretot destacà per la seva obra medallística. Arnau va aportar a l'art de la medalla catalana obres cabdals, sobretot en l'etapa modernista.

## Orígens de la medallística com a art
l'Exposició_Universal de París de 1900, inaugurada el 14 d'abril, marcada per l'ambient de canvi de segle i tot el que això significava amb relació a la modernitat. Un gran desplegament decoratiu i urbanístic, enclavat a l'eix de major prestigi de la capital francesa, acollia una de les participacions més entusiastes i àmplies conegudes fins llavors.
S'hi podia contemplar una secció internacional dedicada a l'art de la medalla, que recollia una mostra de les últimes realitzacions medallístiques de països diversos. No era la primera vegada que la Medalla era present en una Exposició Universal o Internacional, però aquest cop, se'n deixava clara la validesa globalment acceptada com una forma d'expressió artística actual. Aquesta afirmació era el resultat d'una evolució conceptual i formal sense precedents de la Medalla, que durant l'últim terç del segle xix, havia aconseguit consolidar-se entre les belles arts, s'havia desvinculat dels camins de l'academicisme ja obsolet i era capaç de constituir un mitjà d'expressió artística que s'obria pas en el món de l'escultura i el baix relleu. En aquest impuls per a portar la medallística a un rang superior en el món de les arts, Eusebi Arnau i Mascort suposarà una personalitat molt imprescindible en l'evolució d'aquesta.

## Antecedents: classicisme i eclecticisme
De manera global, i en relació amb el període de la modernitat, l'evolució de la medalla durant el segle xix es va moure impulsada per dues forces antagòniques i alhora complementàries. Una és la derivació de la medalla d'origen neoclàssic i acadèmic, que arrela amb força a començaments de segle, afavorida per l'ideal napoleònic i els seus coetanis. La segona, la dels corrents oposats a aquesta tendència, que es manifesten esporàdicament des del voltant del 1830 i, durant les tres últimes dècades, afirmen decididament la presència i desemboquen en la renovació de l'art de la medallística com a tal.
L'art medallística no s'havia introduït a Espanya fins al segle xviii, responent a la voluntat de la monarquia borbònica que, seguint en essència el model de Lluís XIV, concep la medalla com un art bàsicament al servei de la difusió de la imatge reial. La medalla, en conseqüència, queda englobada des del començament en l'òrbita del món acadèmic, també configurada sota aquesta òptica.
El 1748 - 1752 es funda la Casa de la Moneda per part de Tomás Francisco Prieto.

## Exposició Universal de 1888

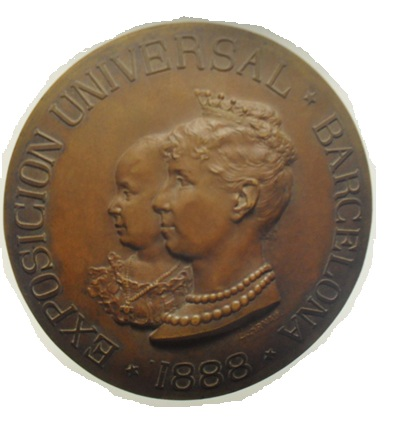
Medalla commemorativa per a l'Exposició Universal de Barcelona de 1888

L'Exposició Universal de 1888 se celebra a Barcelona cosa que va significa la introducció del modernisme en tots els aspectes.
De tot el conjunt numismàtic, destaquen pel significat les medalles oficials, que representen una novetat no solament pel caràcter sinó perquè l'autor, Eusebi Arnau, és escultor i, a més a més va arribar a ser el representant més destacat de la medalla barcelonina a l'època del modernisme.
Arnau guanyà el concurs convocat per l'Ajuntament i va fer per a l'Exposició dues medalles. L'editor Castells és qui el 1878 havia importat de París el primer torn reductor conegut a Barcelona i qui, aquest cop i potser en relació amb això, va recórrer per primera vegada als models d'un escultor per a la realització d'aquests tipus de medalles. El contingut és especialment significatiu. S'hi observa una nota d'oficialitat atenuada manifesta en una iconografia que aglutina els signes plàstics de la monarquia, la ciutat i les obres arquitectòniques de l'Exposició. Arnau integra aquests motius, tots tradicionals i comuns a les medalles d'aquesta mostra, però aconsegueix una composició innovadora en si mateixa que, alhora, manté un missatge identificable des de l'òptica tradicional. La inversió dels plans per insistir en el motiu decoratiu de manera que aquest darrer, a la vegada, potenciï l'argument, respongui a la intuïció de la relativitat funcional dels motius que caracteritza el primer modernisme.
Arnau introdueix la tendència decorativista i, amb aquesta, una innovació moderada que complau la societat de la Restauració i li permet acceptar i estimular el sentit de la modernitat. Cal no menystenir aquí la possible influència de l'editor, pertanyent també a aquesta societat, ni dels gravadors que intervenen en la realització, Solà i Camats i Galabert, tots dos procedents de la tradició de gravat arrelada a Barcelona.
L'Exposició de 1888 ofereix doncs un punt de partida excepcional no només pel que fa al modernisme en general, sinó també respecte a la medalla. A part del caràcter estimulant, ofereix la novetat, no casual, d'introduir com a medalles oficials i en gran mòdul unes medalles realitzades per un escultor i que, a més, expressen clarament el concepte de modernitat que l'Exposició vol ressaltar. Recíprocament, per a Arnau, això representa la consolidació com a medallista.

## Les primeres medalles d'Eusebi Arnau i Mascort
Eusebi Arnau i Mascort realitza les medalles de l'Exposició Universal quan només tenia 24 anys. És important destacar aquest fet perquè significa per a ell la consagració plena com a medallista en una edat molt primerenca i, en tot cas, abans que com a escultor. El seu Bes de Mare es data deu anys més tard i L'onada el 1905. Aquest factor marca sens dubte una trajectòria, sobretot si es pensa que altres artistes coetanis seus, en canvi, no comencen a fer medalles fins als anys del tombant de segle. Les medalles de l'Exposició no són les primeres que fa. Dos anys abans, el 1886, havia modelat ja per a Castells una medalla dedicada a José Campo, marquès de Campo, que commemora l'expedició a l'istme de Panamà que aquest notable va sufragar. És una medalla rigorosament acadèmica, en què només les figures flotants del revers anuncien les posteriors composicions. La qualitat del retrat i de la medalla en general supera la tradició de la medalla de gravador, i aquest factor degué encoratjar Castells a continuar per aquest camí.
La participació d'Eusebi Arnau al concurs de l'Exposició Universal revela ja un interès per aquesta vessant. Respecte a l'ambient que regnava a Barcelona, es comprèn que les medalles de l'exposició representessin una novetat i se n'entén bé l'èxit, que no es degué limitar a Barcelona. A partir d'aquesta data, Arnau torna a realitzar medalles amb Castells aproximadament fins al 1895, quan els seus principis estilístics adquireixen unes altres característiques. Componen aquesta sèrie les medalles dedicades al quart centenari del Descobriment d'Amèrica el 1892, al pla urbanístic de l'enderroc de les muralles de Barcelona el 1895, que desemboca en l'obertura de la Via Laietana, i a l'Exposició Regional de Lugo del 1896, a part d'una medalla de caràcter més restringit que la Junta de l'Hospital de Nens de Barcelona ofereix al fundador Francesc Vidal i Solares el 1894.

## Medalla del IV Centenari del Descobriment d'Amèrica

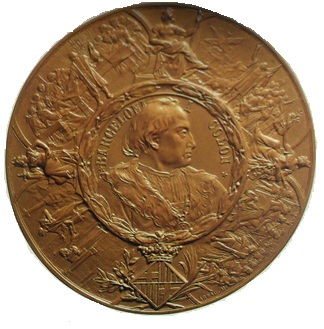
Medalla commemorativa del IV Centenari del Descobriment d'Amèrica

La medalla del quart centenari de la gesta colombiana suposa una altra fita en la trajectòria de l'artista (imatge 4). Després d'un primer esbós en un llenguatge estrictament historicista, Arnau fa el model definitiu, l'anvers del qual presenta el retrat de l'almirall rodejat d'una orla on es disposen, als eixos, sengles figures femenines, i, als espais restants, quatre escenes que sintetitzen una narració del descobriment. Cada una d'aquestes escenes expressa de manera realista, dins de la tradició dels quadres d'exaltació històrica i tendència medievalitzant. Ara bé, mitjançant la composició, aquest caràcter es trastoca i, el que és en principi àulic, adquireix amb això una temporalitat narrativa (la història ha de seguir-se al llarg de quatre escenes) i, de l'altra una funció d'element decoratiu. El motiu que caracteritza el personatge acompanya així el retrat a l'anvers, on, alhora, el tema es torna decoratiu i adquireix un nou valor en perdre el significat. Arnau domina aquest joc de relacions entre el primari i el secundari, el significatiu i l'accidental, d'una manera admirable, i en això està l'originalitat de la medalla, el ressò de la qual va ser notable. Arnau la va presentar al concurs nacional de la medalla commemorativa del Centenari, que es va atorgar a Bartomeu Maura. Tanmateix, exposada a la Sala Parés aquell mateix any, va ser adoptada per l'Ajuntament de Barcelona amb una lleugera transformació del revers i, l'any següent, es va presentar a l'exposició colombiana (Columbian, 1893) de Chicago.

## Medalla dedicada a l'enderroc de les muralles de Barcelona
La medalla dedicada a l'enderroc de les muralles de Barcelona tanca aquesta primera fase d'Arnau. Respon també a un concurs convocat per l'Ajuntament, i denota de nou aquesta capacitat del joc de plans en què l'element real, objecte de la commemoració, es presenta com a fons i a la pesantor s'eclipsa amb l'eteritat de les figures decoratives i simbòliques del primer pla, que queda al seu torn realçat per aquestes figures.
Arnau desenvolupa en totes aquestes medalles un estil peculiar caracteritzat per una conservació, en certa manera, de les pautes tradicionals, però a la vegada per una intuïció clara de la dialèctica entre els valors de l'explicatiu i el decoratiu que constitueix la seva vertadera aportació, fa de les seves medalles una cosa diferent i els confereix un to de mobilitat i d'inquietud que supera el tedi al qual havien arribat les medalles de tradició neoclàssica. Si s'han de plantejar els orígens o les influències del seu estil, és important ressaltar la importància de la tradició del decoratiu que havia estat, i era encara entre el 1880 i el 1890, un dels corrents de la revaloració de la medalla d'origen eclèctic. Ara bé, s'ha de tenir en compte que, en aquestes dates, bé entre el 1880 i el 1884, bé des del 1888, o en ambdues ocasions, havia estat pensionat a Roma.
La possibilitat de la influència italiana, poc valorada en general, va poder tenir més conseqüències que les que sembla a primera vista. Els articles de premsa que citen les seves medalles durant aquests anys apunten de manera curiosament unànime en aquest sentit, probablement per indicació d'Arnau mateix. D'altra banda, és possible observar-hi, o fins i tot en altres medalles posteriors, elements que concorden amb exemples medallístics que es podien trobar fàcilment a Itàlia en aquest moment. La medalla italiana prèvia al Liberty mantenia un tint eclèctic, derivat llunyanament del classicisme, però manifestava ja certes tendències a la recàrrega decorativa de formes gràcils, i alguns dels seus esquemes recorden les composicions d'Arnau.
La solució a una orla narrativa en diverses escenes es troba, uns anys abans, al medalló de la Immaculada Concepció realitzat per Vechte el 1864 i regalat el 1869 al Vaticà, al museu del qual es degué poder admirar. És probable que aquests esquemes circulessin d'alguna manera, difícil de documentar avui.
Les medalles d'Arnau, des del 1888, representen una innovació admesa i celebrada sense problemes per unes institucions i una societat que busca la renovació dintre de la continuïtat i la moderació. Aquesta simbiosi, i alhora la seva comprensió precoç del que és la medalla, de les seves possibilitats expressives i del joc que admet entre els valors, els plans i les seqüències de l'expressió artística, fan que Arnau s'introdueixi en una trajectòria que el porta a ser el principal i més fecund medallista de la Barcelona modernista, el que defineix les seves línies essencials, tot i la diversificació posterior, i en el qual es basarà la medalla barcelonina durant una etapa llarga i crucial de la seva història.

## Medalla commemorativa de les festes de la Mercè

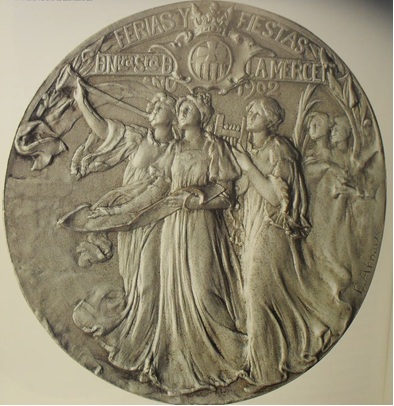
Medalla Commemorativa de les festes de la Mercè

De la medalla de les festes de la Mercè hi ha esbossos preparatoris a l'arxiu Arnau i el model buidat en guix de 250 mm. Aquest model podria ser una primera prova, ja que hi trobem els elements figuratius de la medalla editada però hi falten altres detalls com són les inscripcions de la part superior i l'escut mercedari coronat, i no està signat. El model en guix definitiu es coneix per documentació fotogràfica conservada a l'arxiu familiar, i està signat a l'anvers.
Aquests exemplars es van repartir per l'alcaldia de la ciutat per tal de commemorar les festes celebrades en honor de la Verge de la Mercè. La medalla, modelada per l'escultor Eusebi Arnau, va ser encunyada amb molta cura per D. A. Costa Huget, i representa en l'anvers l'escut de Barcelona, amb l'enunciat Ayuntamiento Constitucional de Barcelona.
Al revers es veuen tres figures femenines, de gran dibuix, coronades per l'escut de l'orde mercedari, al voltant del qual es llegeix Ferias y fiestas de Ntra. Sra. de la Merced 1902. Aquest conjunt resulta vertaderament artístic.
En aquesta medalla, podem observar un canvi important en la manera de treballar de l'escultor, la forma de tractar el baix relleu: és més fos, no hi ha tanta minuciositat, els detalls no són tan acurats; podríem dir, doncs, una clara influència francesa. De totes maneres, en aquesta medalla hi ha elements propis de l'art medieval que conviuen amb el modernisme, fet que recorda l'interès pel gòtic de l'última dècada dels anys noranta del segle xix.
El revers de la medalla, sense la inscripció relativa a l'Ajuntament de Barcelona, va ser el segell de l'Arxiu Mas, creat per Adolf Mas i Ginestà (1861 - 1936), fotògraf especialitzat en l'obra d'art. Els seus primers testimonis daten de 1900 - 1902.

## Relació de medalles i plaques

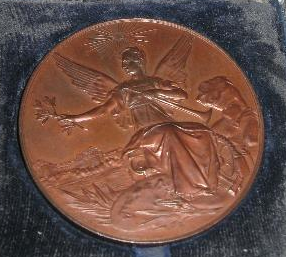
Medalla per a l'Exposició regional de Lugo del 1896

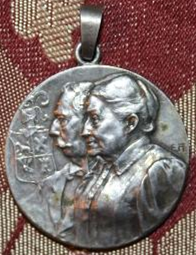
Medalla commemorativa per a Delmiro de Caralt i Filomena Sala (1912)

- Medalla del marquès de Campo o commemorativa de la primera expedició a l'istme de Panamà 1886
- Medalla de la inauguració oficial de l'Exposició Universal de Barcelona 1888
- Medalla oficial dels expositors premiats a l'Exposició Universal de Barcelona del 1888
- Medalla recordatòria de l'Exposició Universal de Barcelona 1888
- Medalla commemorativa del IV centenari del Descobriment d'Amèrica 1892
- Medalla per a Francesc Vidal i Solares 1894
- Medalla commemorativa de l'enderrocament de les muralles de Barcelona 1896
- Medalla de l'Exposició Regional de Lugo (juliol 1896)
- Medalla per a Manuel Duran i Bas, agost del 1896
- Medalla de la Fira-Concurs Agrícola 1898
- Medalla de l'Exposició d'Avicultors a Barcelona, 1899
- Medalla a Emilio Castelar 1899
- Medalla de la Mare de Déu de Gràcia, 1900
- Medalla del cardenal Casañas, 1901
- Placa per al doctor Robert,  1901
- Medalla de l'Associació dels Cors Clavé 1901
- Medalla commemorativa de la V Exposició Internacional d'Avicultura i Colombofília, 1902
- Medalla commemorativa de les festes de la Mercè 1902
- Medalla de Sant Blai c. 1902
- Medalla dedicada a Alfons XIII pels germans Masriera 1904
- Placa Real Sportmen's Club 1904
- Medalla del Primer Concurs d'Aprenents d'Arts i Oficis c. 1904
- Medalla de l'Anunciació 1904
- Medalla de Sant Antoni 1904
- Medalla de la Solidaritat Catalana 1906
- Medalla de les festes de Nadal a Barcelona 1906
- Medalla de la nena fent bombolles d'aigua i sabó c. 1907
- Medalla de bust femení amb palma c. 1907
- Medalla de la Unió 1907 - 1910
- Medalla commemorativa de la V Exposició Internacional d'Art de Barcelona 1907
- Medalla de l'Associació Española para el Progreso de las Ciencias 1908
- Medalla de l'Assemblea Nacional d'Editors i Llibreters 1909
- Medalla commemorativa de les Festes de Primavera 1910
- Medalla de la Colonia Basko-Nabarra de Barcelona dedicada al Orfeón Donostiarra 1910
- Medalla commemorativa de l'Exposició Española de Artes e industrias Decorativas de la Ciudad de Mejico 1910
- Medalla commemorativa de la VI Exposició Internacional d'Art 1911
- Medalla de la VI Exposició Internacional d'Art 1911
- Medalla commemorativa de la Indústria Bertrand i serra c. 1911
- Medalla commemorativa per a Delmiro de Caralt i Filomena Sala 1912
- Retrat del nen Ricard Arnau c. 1911- 1912
- Placa amb bust de nen 1912
- Medalla de la Real Compañia de Canalización y Riegos del Ebro-Sindicato Agricola 1912
- Medalla en memòria de Joan Maragall 1912
- Medalla del nen Ricard Arnau i París 1913
- Medalla del premi en memòria del paisatgista Josep Masriera c. 1913
- Placa commemorativa del 150è aniversari de la fundació de la Reial Acadèmia de Ciències i Arts de Barcelona, 1914
- Medalla de l'acadèmia de Belles Arts de Barcelona c. 1915
- Medalla de la Mare de Déu de Queralt 1916
- Medalla a mossèn Jaume Collell 1921
- Medalla dels sometents 1923
- Medalla de premi de l'Exposició Internacional de Barcelona del 1929